# Алистър Рейнолдс
Алистър Рейнолдс (на английски: Alastair Reynolds) е уелски писател на научна фантастика. Той пише предимно мрачна твърда научна фантастика и космическа опера. Някои го считат за част от литературното движение Ню уиърд.

## Биография и творчество
Рейнолдс е роден в Бари, южен Уелс. Той прекарва ранните си години в Корнуол, връща се в Уелс и след това отива в университета в Ню Касъл, където изучава физика и астрономия. Получава докторска степен в Сейнт Ендрю, Шотландия. През 1991 г. се премества в Холандия, където среща съпругата си Жозет, която е французойка. Там той работи за Европейския център за космически изследвания и технологии, част от Европейската Космическа Агенция, където работи до 2004 г., когато напуска, за да се отдаде изцяло на писателска дейност. През 2008 г. се завръща в Уелс и живее близо до Кардиф.

### Пространство на откровенията (Revelation Space)
1. Revelation Space (2000)
Пространство на откровенията, ИК ИнфоДАР, 2003 г., ISBN 954-761-122-4
2. Chasm City (2001)
Казъм Сити, ИК ИнфоДАР, 2004 г., ISBN 954-761-125-9
3. Redemption Ark (2002)
Корабът на изкуплението, ИК ИнфоДАР, 2006 г., ISBN 954-761-183-6
  - Diamond Dogs, Turquoise Days (2003) – 2 повести
4. Absolution Gap (2003)
Пропастта на опрощението, ИК ИнфоДАР, 2007 г., ISBN 978-954-761-248-8
  - Galactic North (2006) – сборник разкази
5. The Prefect (2007)

### Децата на Посейдон (Poseidon's Children)
- Blue Remembered Earth (2012)
- On the Steel Breeze (2013)
- Poseidon's Wake (2015)

### Merlin
1. Merlin's Gun (2012)
2. The Iron Tactician (2016)

### Други романи
- Century Rain (2004)
Вековен дъжд, ИК ИнфоДАР, 2008 г., ISBN 978-954-761-324-9
- Pushing Ice (2005)
- House of Suns (2008)
Домът на слънцата, изд. „Изток-Запад“, 2015 г., ISBN 978-619-152-571-3
- Terminal World (2010)
- Harvest of Time (2013) – роман за Доктор Кой
- The Medusa Chronicles (2016) – със Стивън Бакстър
- Revenger (2016)